# Bega (Werre)

Verlauf der Bega

Die Bega (niederdeutsch: Biege) ist ein 43,9 km langer, orografisch rechter bzw. östlicher Zufluss der Werre, einem linken Nebenfluss der Weser. Sie fließt im Lipper Bergland im Kreis Lippe in Nordrhein-Westfalen, Deutschland. Ihr Einzugsgebiet umfasst 376,7 km².

## Name
Urkundlich ist der Name der Bega im Jahr 1345 erstmals „twisschen der Beghe“ erwähnt, und für 1405 „up de süd der Beghe“, dann Anfang des 17. Jahrhunderts als „Die Bege“, „bey der Bege“ (1614), „in die Bege“, „die Bege hinauf“ (1635). Belege des frühen 13. Jahrhunderts (und weitere in den folgenden Jahrhunderten) sind mit dem Ortsnamen Bega verbunden. Die Bedeutung des Namens geht auf die germanische Form *baki- durchsichtig für „Bach“ zurück altsächsische und niederdeutsche Ableitungen insbesondere in der lippischen Mundart sind die Formen beki, beke, bi(e)ke. Die Schreibungen der älteren und ältesten Belegformen mit -g- und -gh- stehen für ein verschobenes germanisches -k- zu  -ch- wie die mitteldeutsche Formen *bechi, beche zeigen.

## Verlauf

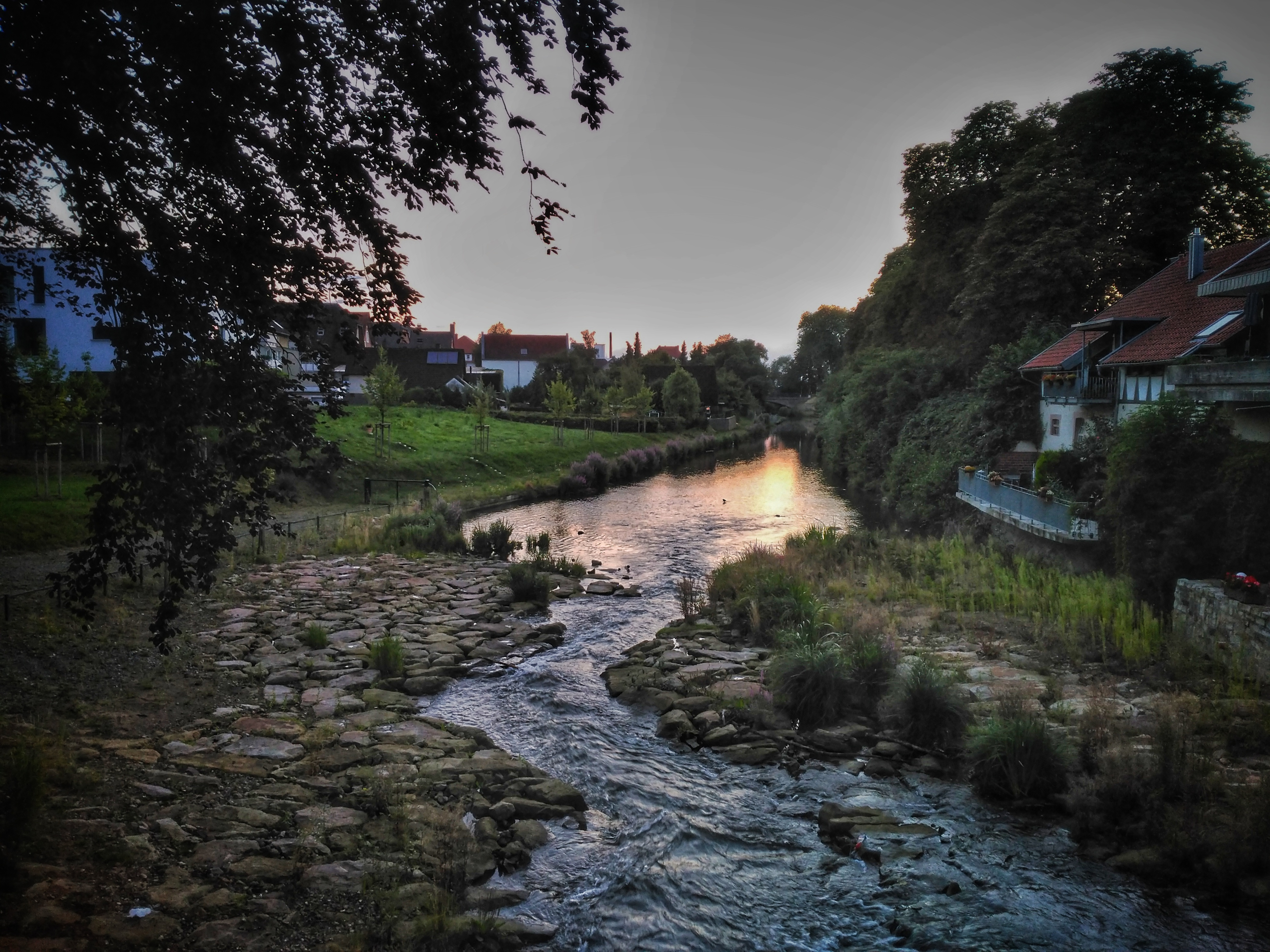
Bega durch Lemgo

Die Bega entspringt im Ostteil des Naturparks Teutoburger Wald / Eggegebirge südöstlich der Kernstadt von Barntrup. Ihre Quelle liegt im Nordteil des Blomberger Stadtwaldes zwischen dem nahen Steinberg (281,6 m ü. NN) im Nordwesten und dem Birkenberg (296,2 m ü. NN) im Süden auf rund 238 m ü. NN.
Zunächst fließt die überwiegend in Ostsüdost-Westnordwest-Richtung verlaufende Bega nach Norden parallel zum Verlauf der Bundesstraße 1. Nach wenigen Flusskilometern, etwa in Höhe von Oesterröden, wendet sich der Fluss nach Westen und fließt erst südlich an Barntrup vorbei und dann durch die westsüdwestlichen Ortsteile. 
Hiernach passiert die Bega den Kirchort Bega der Gemeinde Dörentrup, tangiert den Dörentruper Ortsteil Humfeld im Süden, passiert die Hillentruper Ortslage Sporkholz im Süden und den Dörentruper Kernort im Norden.
Auf Lemgoer Stadtgebiet nimmt die Bega nördlich des Ortsteils Voßheide die Passade auf und durchfließt die Lemgoer Kernstadt. Nach Einmünden der von Norden kommenden Ilse tangiert sie südlich den Ortsteil Lieme, wo von Süden kommend der Oetternbach zufließt.
Ab hier fließt die Bega in Richtung Nordwesten und durchfließt dabei die Bad Salzuflener Stadtteile Grastrup-Hölsen und Schötmar, um südwestlich der Bad Salzuflener Kernstadt, nach Aufnahme der von Norden heran fließenden Salze, beim Werre-Flusskilometer 30,3 in den dort von Süden kommenden Weser-Nebenfluss Werre auf etwa 71 m ü. NN zu münden.

## Flusssystem
An der Mündung in die Werre in Bad Salzuflen führt die Bega mit im Mittel 4,6 m³/s mehr Wasser als die Werre mit einem mittleren Abfluss von 2,9 m³/s. Über sie verläuft damit der Hauptstrang des Flusssystems der Werre. Außerdem hat die Bega bis zu diesem Punkt mit 43,9 km eine größere Fließstrecke zurückgelegt als die Werre mit 41,6 km.

## Umwelt
Im Oberlauf mäandriert die Bega stark und ist in naturnahem Zustand. Neben ausgedehnten Buchenbeständen und weiteren Quellbereichen finden sich seltene Pflanzen und Tiere. Daher wurde 1996 das Naturschutzgebiet Begatal ausgewiesen. Der Großteil der weiteren Verlaufs wurde in verschiedenen Landschaftsschutzgebieten als Schutzgebiet ausgewiesen. Direkt an das Naturschutzgebiet Begatal grenzt direkt das Landschaftsschutzgebiet Begaaue (Lemgo). Weitere Bereiche liegen in dem Landschaftsschutzgebiet Begaaue (Lage), dem Landschaftsschutzgebiet Beganiederung und dem Landschaftsschutzgebiet Mündungsbereich Bega/Werre.
Es umfasst den etwa 21 km langen Gewässerabschnitt und Talraum der Bega mit einer Größe von 497 Hektar von den Quellbereichen im Blomberger Stadtwald bis zum Schloss Brake in Lemgo.
Die Bega ist nahezu im gesamten Verlauf mäßig belastet und wird daher der Gewässergüteklasse II zugeordnet. Lediglich zwischen dem Lemgoer Gewerbegebiet westlich der Kernstadt und der Mündung der Ilse ist die Wasserqualität etwas schlechter. Die Bega zeigt sich hier kritisch belastet (Gewässergüteklasse II-III).

## Hochwasserschutz
An der Bega können schnell auflaufende, heftige Hochwasser auftreten. Daher wurde in den Jahren von 1978 (Planung) bis Oktober 2010 für rund 18,5 Mio. Euro südöstlich von Bad Salzuflen ein Hochwasserrückhaltebecken mit einer Speicherkapazität von 2.582.000 m³ angelegt. Es hält Wasser aus einem 294 km² großen Einzugsgebiet zurück und soll Bad Salzuflen und Schötmar vor Überflutungen schützen.

## Tourismus
In Lemgo-Brake liegen nahe der Bega das im Stil der Weserrenaissance erbaute Schloss und das dortige Mühlenmuseum.

## Zuflüsse
Die folgende Tabelle enthält eine Auswahl von Bega-Zuflüssen – aufgelistet in der Reihenfolge von der Quelle zur Mündung. Genannt ist jeweils die orografische Lage, die Mündungsposition mit Angabe des Stationierungskilometers, die Länge, die Größe des Einzugsgebietes, die Mündungshöhe und die Gewässerkennzahl.
| Name                    | Lage   | Position [km] | Länge [km] | Einzugsgebiet [km²] | Mündungshöhe [m. ü. NN] | DGKZ    |
| ----------------------- | ------ | ------------- | ---------- | ------------------- | ----------------------- | ------- |
| N.N.                    | rechts | 42,3          | 1,0        | 0,37                | 192                     | 462111  |
| N.N.                    | links  | 41,9          | 1,5        | 1,13                | 187                     | 4621114 |
| Hahnenbach              | links  | 40,5          | 1,9        | 1,31                | 184                     | 4621116 |
| Selbecke                | links  | 39,5          | 2,2        | 2,86                | 174                     | 4621118 |
| Eichelbach              | rechts | 39,0          | 2,8        | 11,53               | 162                     | 462112  |
| Bentruper Bach          | links  | 37,5          | 3,2        | 5,07                | 152                     | 4621132 |
| N.N.                    | rechts | 36,9          | 1,8        | 3,42                | 148                     | 4621134 |
| Hume                    | rechts | 34,6          | 4,2        | 5,34                | 140                     | 462114  |
| N.N.                    | rechts | 33,1          | 3,6        | 3,49                | 135                     | 462116  |
| Diebkebach              | links  | 32,2          | 3,8        | 4,11                | 133                     | 46212   |
| N.N.                    | links  | 32,0          | 1,35       | 0,83                | 130                     | 462132  |
| Hillbach                | rechts | 28,6          | 5,1        | 14,00               | 123                     | 46214   |
| Maibolte                | rechts | 27,2          | 4,4        | 6,14                | 119                     | 46216   |
| Passade                 | links  | 23,7          | 15,1       | 67,89               | 104                     | 4622    |
| N.N.                    | rechts | 22,9          | 2,2        | 1,26                | 103                     | 4623112 |
| Bornsiekbach/Thronsbach | rechts | 22,4          | 3,9        | 2,22                | 102                     | 4623114 |
| N.N.                    | rechts | 21,6          | 2,6        | 1,19                | 100                     | 4623116 |
| Sugehohlbach            | rechts | 20,4          | 3,0        | 1,36                | 99                      | 4623118 |
| Langenkampsbach         | links  | 20,0          | 3,1        | 4,69                | 96                      | 462312  |
| Butterbach              | links  | 16,7          | 1,1        | 1,79                | 90                      | 4623192 |
| Alter Fluss             | rechts | 15,6          | 5,7        | 6,4                 | 89                      | 4623194 |
| Linnebach               | links  | 14,4          | 7,4        | 13,96               | 87                      | 46232   |
| Ilse                    | rechts | 12,0          | 15,04      | 52,92               | 84                      | 4624    |
| Oetternbach             | links  | 11,4          | 16,7       | 34,89               | 83                      | 4626    |
| Haustenbach             | links  | 8,6           | 3,0        | 4,32                | 80                      | 462712  |
| Rhienbach               | rechts | 4,6           | 5,7        | 16,42               | 75                      | 46272   |
| Moddenbach              | links  | 4,4           | 3,2        | 6,15                | 74                      | 46274   |
| Ehrser Bach             | rechts | 3,0           | 4,2        | 3,64                | 74                      | 462792  |
| Brederbach              | rechts | 1,4           | 3,1        | 2,05                | 71                      | 462794  |
| Salze                   | rechts | 0,4           | 15,0       | 49,02               | 70                      | 4628    |